# 深圳地下鉄12号線
深圳地下鉄12号線（しんせんちかてつ12ごうせん、中文表記: 深圳地铁12号线、英文表記: Shenzhen Metro Line 12）は中華人民共和国広東省深圳市で計画中の深圳地下鉄の路線。計画段階では宝安線（ほうあんせん）、10号線と称された。

## 概要
12号線は南山区海上世界駅から宝安区松崗駅までを連絡する24駅の路線である。
深圳市南西部の蛇口地区と北西部の松崗地区の沿岸地帯に2017年以降に建設される計画である。